# Hans Albert Dietrich
Hans Albert Dietrich (* 11. Mai 1886 in Erlangen; † 3. Januar 1963 oder 1966) war ein deutscher Gynäkologe, Serologe, Hochschullehrer und Krankenhausleiter.

## Leben

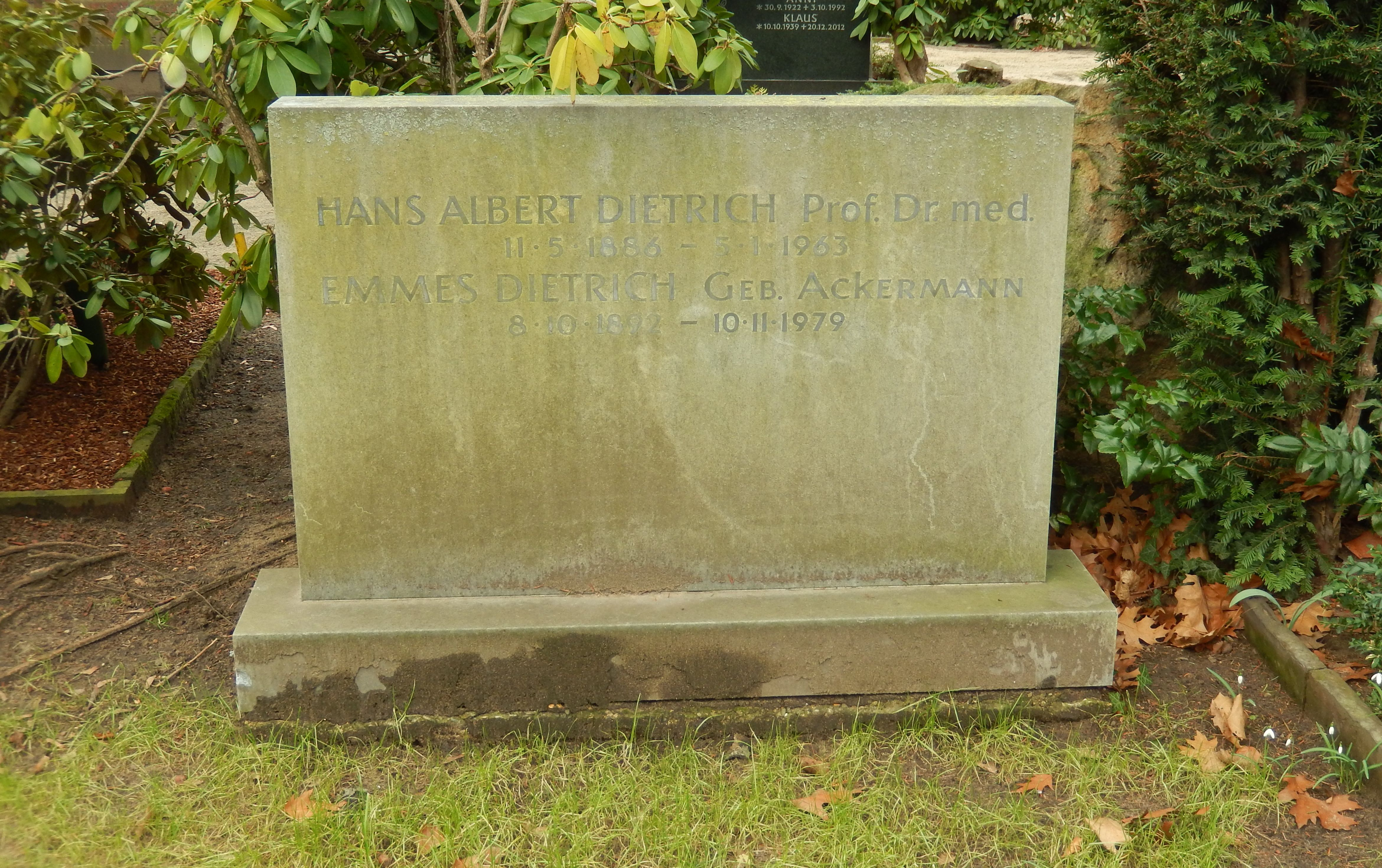
Grabstein von Hans Albert Dietrich und Emmes Dietrich geborene Ackermann
auf dem Neuen St. -Nikolai-Friedhof in Hannover

Hans Albert Dietrich war ein Nachkomme fränkischer Bauern.
Nach dem Abitur am humanistischen Gymnasium in Erlangen studierte Hans Albert Dietrich Medizin an der Universität Zürich sowie der Friedrich-Alexander-Universität Erlangen, an der er 1905 sein medizinische Staatsexamen ablegte. Im selben Jahr wurde er in Erlangen Mitglied des Corps Onoldia. 1910 oder 1911 wurde er in Göttingen zum Dr. med. promoviert und arbeitete anschließend als Assistent in Göttingen und Hamburg-Eppendorf bei Philipp Jung und Karl Reifferscheid.
Im Ersten Weltkrieg diente er von 1914 bis 1918 zunächst 1915 als Truppenarzt im Felde ab 1916 als Bataillonsarzt und als Oberarzt der Reserve und Bataillonsarzt in Göttingen. Er wurde mit dem Eisernen Kreuz II. Klasse ausgezeichnet. 1918 habilitierte er sich in Gynäkologie an der Georg-August-Universität Göttingen, die ihn 1923 zum a.o. Professor ernannte.
1925 wurde er als Landesobermedizinalrat zum Direktor der Provinzial-Hebammenlehranstalt und Frauenklinik in Celle berufen, wo er 1930 das Haus Mühlenstraße 8 bewohnte. Im selben Jahr war ein Brustbild des Mediziners im Reichshandbuch der deutschen Gesellschaft abgebildet.
1932 wechselte Dietrich nach Hannover, wo er die Stelle des Direktors der dortigen Landesfrauenklinik antrat.
Zur Zeit des Nationalsozialismus galt Dietrich als Spezialist für Bevölkerungspolitik und Mütter-Säuglings-Fürsorge. 1935 war er unter anderem Mitglied des Nationalsozialistischen Deutscher Ärztebundes (NSDÄB), des NS-Hochschul-Lehrerbundes und des Reichsbundes der deutschen Beamten (RDB), der Deutschen Gesellschaft für Gynäkologie und Geburtshilfe, die er zeitweilig als Vorsitzender leitete, der Gesellschaft Deutscher Naturforscher und Ärzte sowie der Arbeitsgemeinschaft für Bekämpfung des Krebses. Er hatte sich auch der SA angeschlossen.
1935 wohnte er im Haus Herrenhäuser Kirchweg 5a. Zu seinen damaligen Publikationen zählen verschiedene Aufsätze in Fachzeitschriften.
Nachdem durch die Luftangriffe auf Hannover die Klinik zu großen Teilen zerstört worden war, wechselte er in der Nachfolge des unterdessen verstorbenen Noema Ellerbrock zurück an die Hebammenlehranstalt in Celle, wo er bis 1951 tätig blieb.
Hans Albert Dietrich wurde auf dem Neuen St.-Nikolai-Friedhof bestattet. Sein Grabstein trägt zudem die Inschrift von Emmes Dietrich, geborene Ackermann (18. Oktober 1892 – 10. November 1979).

## Schriften
Dietrich verfasste zahlreiche Fachpublikationen auf dem Gebiet der Geburtshilfe, Gynäkologie und Serologie, darunter
- Einführung in Geburtshilfe und Gynäkologie, München; Wiesbaden: Bergmann, 1920; Inhaltsverzeichnis
- Einführung in das neue Hebammenlehrbuch 1928, 1928
- Aus den sozialen Einrichtungen der Provinz Hannover, 1928 (zusammen mit Werner Gerstenberg und Otto Mönkemöller)

Dietrich war Mitarbeiter am Handbuch der Biologie und Pathologie des Weibes von Halban-Seitz.

## Archivalien
Archivalien von und über Hans Albert Dietrich finden sich beispielsweise
- in der Zeitungsausschnittsammlung des Niedersächsischen Landesverwaltungsamtes in der Akte Personen: Mediziner (alphabetisch) für die Laufzeit von 1942 bis 1955, Archivsignatur NLA HA ZGS 2/1 Nr. 245[8]